# کپک آبی مرکبات
کپک آبی مرکبات (نام علمی: Penicillium italicum) نام یک گونه از سرده پنی‌سیلیوم است.